# Dubrovniks stadsflagga
Dubrovniks flagga (kroatiska: Zastava grada Dubrovnika), även kallad Sankt Blasius flagga (Zastava svetog Vlaha), är den kroatiska staden Dubrovniks stadsflagga och en av dess historiska symboler. Flaggan antogs under 1990-talet och har sitt ursprung i den forna republiken Dubrovniks flagga. Denna finns omnämnd i Dubrovniks statut från år 1272 och användes även efter republikens upplösning år 1808. En sekundär historisk flagga kallad Libertas (det latinska ordet för frihet) som är Dubrovniks motto används i staden utöver den primära Sankt Blasius-flaggan. 

## Beskrivning
Dubrovniks stadsflagga är vit och har en bild i mitten föreställande stadens skyddshelgon sankt Blasius. Sankt Blasius bär en mitra och har en röd biskopskåpa av västlig typ med mässhake och gul dekoration. Den högra handen är upphöjd i en välsignelsegest och med den vänstra armen håller han en kräkla. I sin vänstra hand håller han staden Dubrovnik. Till vänster om helgonet finns initialen "S" (Sanctus) och till höger initialen "B" (Blasius) som i korrekt utförande är gula. Flaggans officiella proportioner är 2:3 även om dimensionerna 1:2 är vanligt förekommande, i synnerhet då den hänger tillsammans med Kroatiens flagga.

## Libertas

Libertasflaggan, Dubrovniks sekundära flagga.

Libertas är Dubrovniks sekundära flagga. Liksom den primära Sankt Blasius-flaggan har den gamla anor. Den har sitt ursprung i republiken Dubrovniks sekundära flagga och förekommer i olika varianter, alla med texten Libertas (det latinska ordet för frihet) och tillika Dubrovniks motto.

## Bruk
Sankt Blasius flagga förekommer och syns i olika sammanhang. Under den årliga Sankt Blasius-festen låter stadens myndigheter traditionsenligt resa tillfälliga flaggstänger längs med Stradun i vilka en variant av flaggan hänger. Libertasflaggan hänger bland annat vid framträdande objekt på Dubrovniks ringmur. Den 27 augusti 2002 antog stadsstyrelsen i Dubrovnik föreskrifter som gör gällande att Kroatiens flagga dagligen ska hänga på Orlandos kolonn förutom under Sankt Blasius fest då nationsflaggan ersätts av Sankt Blasius flagga. Samma föreskrifter gör gällande att Libertas ska hänga i Orlandos kolonn under Dubrovniks sommarfestival.

### Fotnoter
1. 1 2 3 4 5 6  ”Službeni glasnik grada Dubrovnika (Staden Dubrovniks officiella tidning)” (på kroatiska) ( PDF). Staden Dubrovniks statut, § 5. Dubrovniks stad. 2 april 2013. Arkiverad från originalet den 4 december 2014. https://web.archive.org/web/20141204120252/https://www.dubrovnik.hr/data/1370440381_308_m.pdf. Läst 26 november 2014.
2. 1 2 3 4 5 6  Crwflags.com (engelska)
3. 1 2  HKV - Kroatiska kulturrådet (kroatiska)
4. 1 2  ”Službeni glasnik grada Dubrovnika (Staden Dubrovniks officiella tidning)” (på kroatiska) ( PDF). Zaključak o isticanju zastave Republike Hrvatske na Orlandovu stupu. Dubrovniks stad. 3 september 2002. Arkiverad från originalet den 4 december 2014. https://web.archive.org/web/20141204115930/https://www.dubrovnik.hr/data/glasnik/SlGlasnik062002.pdf. Läst 26 november 2014.